# نظيرات أفعوية الذيل
النظيرات الأفعوية الذيل (الاسم العلمي: Echiuridae) هي فصيلة من الحلقيات تتبع رتبة أفعويات الذيل من طائفة أفعويات الذيل وأشباهها.

## الأجناس
- أفعوية الذيل
- Anelassorhynchus
- Arhynchite
- Ikedosoma
- Lissomyema
- Listriolobus
- Ochetostoma
- Prashadus
- Thalassema